# Saitonia
Saitonia is een geslacht van spinnen uit de familie hangmatspinnen (Linyphiidae).

## Soorten
De volgende soorten zijn bij het geslacht ingedeeld:
- Saitonia kawaguchikonis Saito & Ono, 2001
- Saitonia longicephala (Saito, 1988)
- Saitonia muscus (Saito, 1989)
- Saitonia ojiroensis (Saito, 1990)
- Saitonia orientalis (Oi, 1960)